# Campionati italiani invernali di nuoto 2012
I XV Campionati italiani invernali di nuoto Open si sono svolti nella Piscina olimpionica comunale di Riccione il 19 e 20 dicembre 2012.
Gli atleti iscritti sono stati in totale 442 (229 uomini e 213 donne), provenienti da 108 società, 4 delle quali straniere. Le 36 gare disputate si sono svolte in serie, ossia senza turni eliminatori e con il solo riferimento cronometrico.

## Podi

### Uomini
| Evento               | Oro                                                                                                | Tempo                                | Argento                                                                                    | Tempo                             | Bronzo                                                                                   | Tempo                             |
| Stile libero         | |                                      |                                                                                            |                                   |                                                                                          |                                   |
| 50 m                 | Luca Dotto                                                                                         | 21"97                                | Federico Bocchia                                                                           | 22"01                             | Marco Orsi                                                                               | 22"47                             |
| 100 m                | Luca Dotto                                                                                         | 48"30                                | Filippo Magnini                                                                            | 48"44                             | Luca Leonardi                                                                            | 49"38                             |
| 200 m                | Luca Leonardi                                                                                      | 1'49"51                              | Gianluca Maglia                                                                            | 1'50"10                           | Alex Di Giorgio                                                                          | 1'50"46                           |
| 400 m                | Gregorio Paltrinieri                                                                               | 3'50"30                              | Gabriele Detti                                                                             | 3'50"57                           | Federico Vanelli                                                                         | 3'55"38                           |
| 1500 m               | Gregorio Paltrinieri                                                                               | 15'14"49                             | Luca Baggio                                                                                | 15'16"13                          | Andrea Fabbroni                                                                          | 15'20"46                          |
| Dorso                | |                                      |                                                                                            |                                   |                                                                                          |                                   |
| 50 m                 | Stefano Mauro Pizzamiglio                                                                          | 25"36                                | Mirco Di Tora                                                                              | 25"38                             | Niccolò Bonacchi                                                                         | 25"50                             |
| 100 m                | Mirco Di Tora                                                                                      | 54"51                                | Stefano Mauro Pizzamiglio                                                                  | 55"09                             | Niccolò Bonacchi                                                                         | 55"25                             |
| 200 m                | Fabio Laugeni                                                                                      | 1'58"86                              | Michele Malerba                                                                            | 2'00"05                           | Mattia Aversa                                                                            | 2'00"13                           |
| Rana                 | |                                      |                                                                                            |                                   |                                                                                          |                                   |
| 50 m                 | Mattia Pesce                                                                                       | 27"65                                | Fabio Scozzoli                                                                             | 27"70                             | Andrea Toniato                                                                           | 28"01                             |
| 100 m                | Fabio Scozzoli                                                                                     | 1'01"49                              | Mattia Pesce                                                                               | 1'01"53                           | Flavio Bizzarri                                                                          | 1'01"82                           |
| 200 m                | Flavio Bizzarri                                                                                    | 2'12"04                              | Luca Pizzini                                                                               | 2'12"30                           | Edoardo Giorgetti                                                                        | 2'12"36                           |
| Farfalla             | |                                      |                                                                                            |                                   |                                                                                          |                                   |
| 50 m                 | Piero Codia                                                                                        | 23"75                                | Tommaso Romani                                                                             | 24"11                             | Paolo Facchinelli                                                                        | 24"19                             |
| 100 m                | Piero Codia                                                                                        | 52"79                                | Tommaso Romani                                                                             | 53"64                             | Francesco Giordano                                                                       | 54"05                             |
| 200 m                | Francesco Pavone                                                                                   | 1'58"75                              | Niccolò Beni                                                                               | 1'59"75                           | Gherardo Bruni                                                                           | 2'00"91                           |
| Misti                | |                                      |                                                                                            |                                   |                                                                                          |                                   |
| 200 m                | Federico Turrini                                                                                   | 1'59"22                              | Claudio Fossi                                                                              | 2'01"59                           | Luca Angelo Dioli                                                                        | 2'02"00                           |
| 400 m                | Federico Turrini                                                                                   | 4'16"85                              | Claudio Fossi                                                                              | 4'20"13                           | Luca Angelo Dioli                                                                        | 4'22"35                           |
| Staffette            | |                                      |                                                                                            |                                   |                                                                                          |                                   |
| 4x100 m stile libero | Gruppo Sportivo Fiamme Oro Roma Luca Leonardi Stefano Mauro Pizzamiglio Lucio Spadaro Marco Orsi   | 3'16"38 - RI 48"89 48"81 50"15 48"54 | SMGM Team Lombardia A Andrea Rolla Mattia Schirru Fabio Gimondi Filippo Magnini            | 3'17"36 50"03 49"23 49"46 48"64   | Gruppo Nuoto Fiamme Gialle Gianluca Maglia Tommaso Romani Francesco Donin Andrea Toniato | 3'20"71 49"92 49"90 49"87 51"02   |
| 4x100 misti          | Gruppo Sportivo Fiamme Oro Roma Mirco Di Tora Mattia Pesce Stefano Mauro Pizzamiglio Luca Leonardi | 3'39"03 55"61 1'01"65 53"72 48"05    | Circolo Canottieri Aniene A Damiano Lestingi Edoardo Giorgetti Piero Codia Alex Di Giorgio | 3'41"35 55"92 1'02"12 53"75 48"05 | Gruppo Sportivo Forestale Matteo Giordano Flavio Bizzarri Luca Angelo Dioli Luca Dotto   | 3'41"88 56"85 1'02"24 54"85 47"94 |

### Donne
| Evento               | Oro                                                                                                | Tempo                                 | Argento                                                                                        | Tempo                                 | Bronzo                                                                              | Tempo                                 |
| Stile libero         | |                                       |                                                                                                |                                       |                                                                                     |                                       |
| 50 m                 | Erika Ferraioli                                                                                    | 25"74                                 | Giorgia Biondani                                                                               | 25"92                                 | Laura Letrari                                                                       | 26"07                                 |
| 100 m                | Alice Mizzau                                                                                       | 55"89                                 | Erika Ferraioli                                                                                | 56"01                                 | Alice Carpanese                                                                     | 56"51                                 |
| 200 m                | Alice Mizzau                                                                                       | 2'00"86                               | Martina De Memme                                                                               | 2'01"00                               | Alice Nesti                                                                         | 2'01"35                               |
| 400 m                | Martina De Memme                                                                                   | 4'11"34                               | Alice Nesti                                                                                    | 4'14"00                               | Martina Rita Caramignoli                                                            | 4'16"23                               |
| 800 m                | Martina De Memme                                                                                   | 8'34"91                               | Rachele Bruni                                                                                  | 8'37"37                               | Martina Rita Caramignoli                                                            | 8'41"03                               |
| Dorso                | |                                       |                                                                                                |                                       |                                                                                     |                                       |
| 50 m                 | Arianna Barbieri                                                                                   | 29"01                                 | Elena Gemo                                                                                     | 29"15                                 | Carlotta Zofkova                                                                    | 29"32                                 |
| 100 m                | Carlotta Zofkova                                                                                   | 1'01"09                               | Arianna Barbieri                                                                               | 1'01"68                               | Elena Gemo                                                                          | 1'02"05                               |
| 200 m                | Ambra Esposito                                                                                     | 2'11"01                               | Carlotta Zofkova                                                                               | 2'11"17                               | Federica Sorriso                                                                    | 2'!4"18                               |
| Rana                 | |                                       |                                                                                                |                                       |                                                                                     |                                       |
| 50 m                 | Michela Guzzetti                                                                                   | 32"09                                 | Monica Marchetti                                                                               | 32"28                                 | Chiara Boggiatto Nicol Valentini                                                    | 32"33                                 |
| 100 m                | Michela Guzzetti                                                                                   | 1'09"66                               | Giulia De Ascentis                                                                             | 1'09"94                               | Chiara Boggiatto                                                                    | 1'10"36                               |
| 200 m                | Elisa Celli                                                                                        | 2'28"55                               | Giulia De Ascentis                                                                             | 2'30"85                               | Michela Guzzetti                                                                    | 2'31"22                               |
| Farfalla             | |                                       |                                                                                                |                                       |                                                                                     |                                       |
| 50 m                 | Ilaria Bianchi                                                                                     | 26"95                                 | Elena Gemo                                                                                     | 27"26                                 | Letizia Bertelli                                                                    | 27"34                                 |
| 100 m                | Ilaria Bianchi                                                                                     | 58"93                                 | Valentina Zonno                                                                                | 1'00"17                               | Elena Di Liddo                                                                      | 1'00"49                               |
| 200 m                | Stefania Pirozzi                                                                                   | 2'10"59                               | Emanuela Albenzi                                                                               | 2'13"44                               | Silvia Meschiari                                                                    | 2'13"60                               |
| Misti                | |                                       |                                                                                                |                                       |                                                                                     |                                       |
| 200 m                | Stefania Pirozzi                                                                                   | 2'14"21                               | Ludovica Leoni                                                                                 | 2'16"83                               | Alessia Polieri                                                                     | 2'17"20                               |
| 400 m                | Stefania Pirozzi                                                                                   | 4'45"43                               | Alessia Polieri                                                                                | 4'48"45                               | Susanna Negri                                                                       | 4'50"09                               |
| Staffette            | |                                       |                                                                                                |                                       |                                                                                     |                                       |
| 4x100 m stile libero | Centro Sportivo Esercito Erika Ferraioli Alice Carpanese Alice Nesti Laura Letrari                 | 3'44"77 56"23 56"87 55"90 55"77       | Circolo Canottieri Aniene A Gigliola Tecchio Miriana Durante Lucrezia Raco Federica Pellegrini | 3'46"56 57"04 57"52 57"09 54"91       | Plain Team Veneto A Ianire Casarin Silvia Copetta Francesca Marcato Aglaia Pezzato  | 3'50"71 58"22 57"83 57"74 56"92       |
| 4x100 m misti        | Circolo Canottieri Aniene A Federica Sorriso Giulia De Ascentis Elena Di Liddo Federica Pellegrini | 4'09"20 1'03"76 1'09"44 1'00"61 55"39 | SMGM Team Lombardia A Stefania Cartapani Nicol Valentini Emanuela Albenzi Giorgia Crocione     | 4'12"33 1'03"63 1'11"66 1'00"15 56"89 | SMGM Team Lombardia B Desiree Cappa Francesca Fangio Jessica Andreini Veronica Neri | 4'16"41 1'05"87 1'11"06 1'01"63 57"85 |

### Classifiche per società

#### Maschile
| Pos.    | Società                         | Pti    |
| ------- | ------------------------------- | ------ |
| Oro     | Circolo Canottieri Aniene       | 279.50 |
| Argento | Gruppo Sportivo Fiamme Oro Roma | 202.25 |
| Bronzo  | Centro Sportivo Esercito        | 180.00 |
| 4.      | Larus Nuoto                     | 163.50 |
| 5.      | SMGM Team Nuoto Lombardia       | 123.50 |
| 6.      | Gruppo Sportivo Forestale       | 94.50  |
| 7.      | Gruppo Nuoto Fiamme Gialle      | 90.00  |
| 8.      | Nuoto Club Azzurra 1991         | 52.00  |
| 9.      | CN UISP Bologna                 | 44.00  |
| 10.     | Gruppo Sportivo Fiamme Azzurre  | 63.00  |
| 10.     | Fiorentina Nuoto Club           | 63.00  |

#### Femminile
| Pos.    | Società                         | Pti    |
| ------- | ------------------------------- | ------ |
| Oro     | Circolo Canottieri Aniene       | 215.25 |
| Argento | Centro Sportivo Esercito        | 197.00 |
| Bronzo  | Aqvasport                       | 109.00 |
| 4.      | SMGM Team Nuoto Lombardia       | 107.95 |
| 5.      | Plain Team Veneto               | 99.50  |
| 6.      | Gruppo Sportivo Forestale       | 88.00  |
| 7.      | Nuoto Club Azzurra 1991         | 86.75  |
| 8.      | Imolanuoto                      | 69.00  |
| 9.      | Gruppo Sportivo Fiamme Oro Roma | 68.00  |
| 10.     | Nuoto Livorno                   | 61.00  |